# Show dance
Show dance спада у категорију игара у којима публика има важну улогу, али не учествује у самом процесу. Концертна игра не захтева концертну или позоришну сцену, категорија само зависи од присуства публике. Требало би поменути да је концертна игра искусила највећу популарност са развијањем масовне културе током друге половине 20. века. Истакнути постмодерни уметник Мајкл Џексон током каријере је кореографисао и наступао соло и у групи пред скоро 17 милиона људи, током неколико светских турнеја посећујући око стотину земаља. 
Обично извођачи играју уз већ познату музику и кореографију. Скоро свака врста игре може се играти на наступу. Следеће плесне форме или стилови су традиционално сматрани специфичним за ову категорију:
- Балет
- Дворске (Друштвене) игре
- Трбушни плес
- Кабаре
- Карактерне игре
- Концертна игра 20. века
- Хип хоп
- Џез
- Модерна игра
- Стриптиз